# Ariommatidae
- Commons

Ariommatidae é uma família de peixes da subordem Stromateoidei.

## Espécies
Segundo o FishBase existem as seguintes espécies:
Género: Ariomma
- Ariomma bondi Fowler, 1930
- Ariomma brevimanus Klunzinger, 1884
- Ariomma dollfusi Chabanaud, 1930
- Ariomma evermanni Jordan & Snyder 1907
- Ariomma indica Day, 1871
- Ariomma lurida Jordan & Snyder, 1904
- Ariomma melanum Ginsburg, 1954
- Ariomma parini Piotrovsky, 1987
- Ariomma regulus Poey, 1868